# Iemelian Oukraïntsev
[style à revoir]
Iemelian Ignatievitch Oukraïntsev (en russe : Емельян Игнатьевич Украинцев), né le 23 septembre 1641, décédé en 1708, était un diplomate et homme politique russe, Prikase Posolski (chef du département de la diplomatie) de 1689 à 1699.

## Biographie
En 1660, Iemelian Oukraïntsev commença sa carrière diplomatique dans la fonction publique en qualité d'adjoint au Prikase Prosolski. 

### Début de carrière diplomatique
Iemelian Oukraïntsev servit sous la direction d'Afanassi Ordine-Nachtchokine (1605-1680), ce dernier le chargea d'une mission diplomatique à Varsovie (1605 à 1680). Le 9 janvier 1667, il prit part à la signature de la trêve d'Androussovo conclue entre la Moscovie et la république des Deux Nations en guerre depuis 1654 sur les territoires qui de nos jours ont pour noms l'Ukraine et la Biélorussie. Par cette trêve signée le 30 janvier 1667, la Pologne céda à la Russie, Smolensk et le voïvodie de Tchernihiv, en outre elle reconnut le contrôle de la Russie sur la rive gauche de l'Ukraine. Entre 1672 et 1673, Iemelian Oukraïntsev fut envoyé en qualité d'émissaire en Suède, au Danemark et aux Pays-Bas, sa mission consista à mener des négociations afin de convaincre ces pays de participer aux campagnes militaires contre la Turquie.

## Chef officieux du Prikase Posolski
Lors de la disgrâce du diplomate Artamon Matveïev (1625-1682), Iemelian Oukraïntsev prit en charge de manière officieuse le Prikaze Posolski (Département de la diplomatie). En 1677, envoyé en qualité de second d'ambassadeur à Varsovie. En 1679, il rencontra l'hetman Ivan Samoïlovitch dans le cadre de négociations concernant une action militaire conjointe contre les Turcs. Ironie du sort, il participa également à la déposition de l'Hetman au cours des campagnes de Crimée (1687-1689). 
Le 6 mai 1686, Iemelian Oukraïntsev prit part à la signature du traité de paix éternelle ou traité de Moscou entre la Russie et la Pologne. Ce traité confirma la Trêve d'Androussovo de 1667; il fut composé d'un préambule et de trente-trois articles. Ce traité garantissait à la Russie les possessions de la rive gauche de l'Ukraine, Zaporojie, de Novgorod-Severski, les villes de Tchernikov, Starodoub, Smolensk et ses environs jusqu'au fleuve Dniepr, Kiev, ville où naquit la religion orthodoxe russe, les grandes étendues occupées par les cosaques de l'Ukraine, les Zaporogues.

## Chef officiel du Prikase Posolski
En 1689, Iemelian Oukraïntsev et le prince Vassili Golitsyne (1643-1714), alors chef du Prikaze Posolski, durent battre en retraite devant les Tatars de Crimée. Après la condamnation à l'exil du prince (1689), Iemelian Oukraïntsev se joignit à ses adversaires et prit en charge de manière officielle le Prikaze Posolski, il fut maintenu à cette fonction pendant dix ans. En 1699, nommé ambassadeur à Constantinople, il parvint à obtenir des Turcs un traité instaurant la paix entre les deux pays pour une durée de trente ans, cette paix fut signée le 3 juillet 1700; c'est à cette occasion qu'entre à Constantinople sous sa supervision le premier navire de guerre russe, le Krepost. À son retour en Russie, Iemelian Oukraïntsev fut nommé chef de Prikaze Proviantsky (Département de l'approvisionnement) il resta à ce poste jusqu'en 1706, date à laquelle il fut auccusé de détournement, il fut soumis aux châtiments corporels en vigueur en Russie à cette époque (flagellation avec le knout) et le paiement d'une amende. Une version des faits affirme que Iemelian Oukraïntsev fut condamné à confectionner des manteaux et 1400 chapeaux destinés aux régiments Preobrajensky et Semionovsky. Malgré cet incident, sa carrière diplomatique ne s'arrêta point. Entre 1707 et 1708, Iemelian Ighatievitch Ukrainstsev fut ambassadeur en Pologne dans le même temps que le prince Vassili Loukitch Dolgoroukov (1672-1739).

## Décès
Iemelian Oukraïntsev décéda lors d'une mission de réconciliation entre le duc François II Rákóczi (1676-1735), chef du soulèvement hongrois contre la Maison de Habsbourg de 1703 à 1711 et Joseph II du Saint-Empire.